# Чупа, Павел Борисович
Павел Борисович Чупа (род. 20 сентября 1994 года) — российский фристайлист.

## Карьера
Студент МГАФК (Малаховка). Тренируется у Муравьева С. СДЮСШОР Истина
В сезоне 2013/14 победил на Первенстве России в дисциплине хафпайп.
Бронзовый призёр зимней Универсиады в испанской Гранаде.